# Кейн, Крис
Крис Кейн (англ. Chris Cain, полное имя Кристофер Клайд Кейн (англ. Christopher Clade Cain); род. 19 ноября 1955, Сан-Хосе, Калифорния, США) — американский блюзовый гитарист, вокалист и автор песен. Номинант Blues Music Awards в номинациях «Группа года» (1988), «Исполнитель современного блюза» (2021—2024), «Альбом современного блюза» (2022), «Альбом года» (2022), «Блюзовый гитарист» (2018, 2021—2023).

## Биография
Родился в 1955 году в Сан-Хосе. Его отец, афроамериканец, родившийся в Александрии, штат Луизиана, а затем работавший в Мемфиса и мать-гречанка были поклонниками блюза и джаза, и Крис посетил первый концерт Би Би Кинга в трёхлетнем возрасте. В возрасте восьми лет он начал играть на гитаре, и начал профессиональную карьеру ещё будучи тинейджером: выступал в местных клубах, на фестивалях и частных вечеринках.  Крис Кейн изучал музыку в колледже Сан-Хосе, и вскоре стал преподавать там же джазовую импровизацию. В течение следующих двадцати лет Кейн также освоил фортепиано, бас-гитару, кларнет, альт-саксофон и тенор-саксофон.
В 1987 году создал группу The Chris Cain Band и со своей группой на занятые деньги выпустил дебютный альбом Late Night City Blues, сразу получив с ним номинацию «Группа года» Blues Music Award. После этого агенты оборвали телефон Кейна и он уехал на гастроли в Европу. В 1990 году подписал контракт с Blind Pig Records. 
Кейн гастролировал по всей Северной Америке и неоднократно ездил по всему миру. Он выступал на Чикагском блюзовом фестивале, Doheny Blues Festival, Philadelphia Blues Festival, Waterfront Blues Festival в Портленде и многих других. Он давал концерты (и часто проводил мастер-классы) в Аргентине, Уругвае, Италии, Испании, Франции, Бельгии, Нидерландах, Швеции, Норвегии, Швейцарии, Австралии, Новой Зеландии, России, Украине и других странах.
Как во время записи, так и на сцене c 1990 года Кейн играет на своей любимой гитаре Gibson ES 335 по имени Melba, которая у него с 1990 года, и подключает её к своему не менее любимому усилителю Music Man RD 112, который у него с 1987 года. 
Живёт в Копперополисе, Калифорния.
На творчество Кейна со стороны джаза повлияли Грант Грин и Уэс Монтгомери, со стороны блюза Би Би Кинг и Альберт Кинг. Джо Бонамасса заявил что: «Безусловно, Крис Кейн — мой любимый блюзовый исполнитель на сцене сегодня. Он просто бомба среди гитаристов, с голосом Би Би Кинга и гитарой Альберта Кинга»
«Крис Кейн предлагает душевное рагу из электрического блюза в стиле Мемфиса. Его мощный глубокий вокал и вдохновленные джазом блюзовые гитарные риффы незабываемы»
Журнал Blues & Rhythm писал про творчество музыканта: «Пьянящее рагу из грубого и хаотичного электрического блюза… мощная работа гитары и грубый, живой вокал — это то, что заставляет вас вздрагивать… Исключительные оригинальные песни Кейна неустанно демонстрируют поразительные хуки и риффы среди потока пронзительной, острой как бритва гитары».
Blues Rock Review отзывался о Кейне: «классический, утонченный, проникновенный виртуоз… Он органично сочетает блюз, джаз, фанк и соул». 
«Возьмите немного Би Би Кинга и Альберт Кинга, Рэя Чарльза и щепотку Альберта Коллинза. Добавьте ослепительные блюзовые и джазовые гитарные нарезки, богатый проникновенный баритон, выдающий оригинальные, часто ироничные и запутанные тексты, утончённые прогрессии аккордов и инструментовку, а также навыки игры на различных духовых и клавишных»
«Гитара Криса Кейна с джазовым оттенком, пропитанная блюзом, и глубокий, теплый вокал обладают зрелостью и подлинностью блюзменов, которые намного старше его».

## Дискография
- 1987 — Late Night City Blues (Blue Rock-It Records)
- 1990 — Cuttin' Loose (Blind Pig Records)
- 1992 — Can’t Buy a Break (Blind Pig)
- 1995 — Somewhere Along the Way (Blind Pig)
- 1997 — Unscheduled Flight (Blue Rock-It)
- 1998 — Live at the Rep (Chris Cain Records)
- 1999 — Christmas Cain: Blues for the Holidays (Chris Cain Records)
- 2001 — Cain Does King (Blue Rock-It)
- 2003 — Hall of Shame (Blue Rock-It)
- 2010 — So Many Miles (Blue Rock-It)
- 2016 — King of the Blues with Rodger Fox Big Band (T-Bones Records)
- 2017 — Chris Cain (Little Village Foundation)
- 2017 — Romaphonic Session with Nasta Super (Epsa Music)
- 2021 — Raisin' Cain (Alligator Records)[6]
- 2024 — Good Intentions Gone Bad (Alligator Records)